# Discographie de Frank Zappa

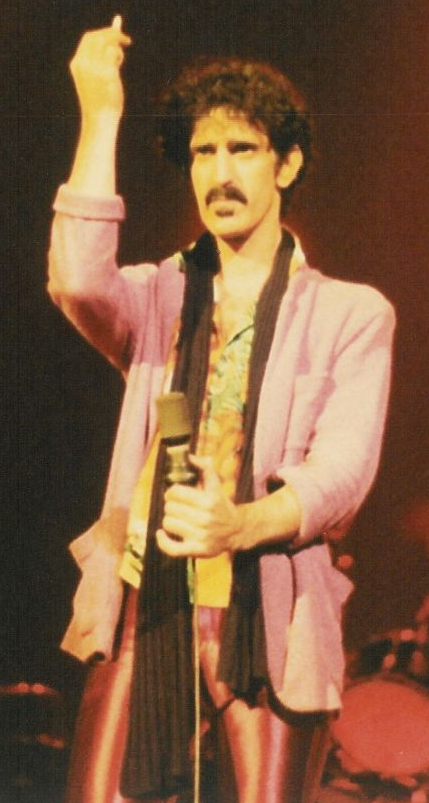
Frank Zappa

La discographie de Frank Zappa comprend les albums sortis de son vivant sous son seul nom ou celui du groupe The Mothers of Invention, ainsi que ceux publiés après sa mort par sa famille.

## Albums officiels
La numérotation correspond aux « official releases » définies par le site officiel de Frank Zappa.
| Sortie           | Sortie    | Numéro | Titre                                                          | Classement | Classement | Classement | Classement | Classement | Classement | Classement | Certifications |
| Année            | Mois      | Numéro | Titre                                                          |            |            |            |            |            |            |            | Certifications |
| ---------------- | --------- | ------ | -------------------------------------------------------------- | ---------- | ---------- | ---------- | ---------- | ---------- | ---------- | ---------- | -------------- |
| 1966             | juin      | 001    | Freak Out!                                                     | 130        | —          | —          | —          | —          | —          | —          |                |
| 1967             | avril     | 002    | Absolutely Free                                                | 41         | —          | —          | —          | —          | —          | —          |                |
| 1967             | août      | 003    | Lumpy Gravy                                                    | 159        | —          | —          | —          | —          | —          | —          |                |
| 1968             | mars      | 004    | We're Only in It for the Money                                 | 30         | 31         | —          | —          | —          | —          | —          |                |
| 1968             | novembre  | 005    | Cruising with Ruben & the Jets                                 | 110        | —          | —          | —          | —          | —          | —          |                |
| 1969             | mars      | 006    | Uncle Meat                                                     | 43         | —          | —          | —          | —          | —          | —          |                |
| 1969             | mars      | 007    | Mothermania                                                    | —          | —          | —          | —          | —          | —          | —          |                |
| 1969             | octobre   | 008    | Hot Rats                                                       | 173        | 9          | —          | —          | —          | —          | —          |                |
| 1970             | février   | 009    | Burnt Weeny Sandwich                                           | 94         | 17         | —          | —          | —          | —          | —          |                |
| 1970             | août      | 010    | Weasels Ripped My Flesh                                        | 189        | 28         | —          | —          | —          | —          | —          |                |
| 1970             | octobre   | 011    | Chunga's Revenge                                               | 119        | 43         | —          | —          | —          | —          | —          |                |
| 1971             | août      | 012    | Fillmore East: June 1971                                       | 38         | —          | —          | —          | —          | —          | —          |                |
| 1971             | octobre   | 013    | 200 Motels                                                     | 59         | —          | —          | —          | —          | —          | —          |                |
| 1972             | mars      | 014    | Just Another Band from L.A.                                    | 85         | —          | —          | —          | —          | —          | —          |                |
| 1972             | juillet   | 015    | Waka/Jawaka                                                    | 152        | —          | —          | —          | —          | —          | —          |                |
| 1972             | novembre  | 016    | The Grand Wazoo                                                | —          | —          | —          | —          | —          | —          | —          |                |
| 1973             | septembre | 017    | Over-Nite Sensation                                            | 32         | —          | —          | 15         | —          | —          | —          | Or (US)        |
| 1974             | mars      | 018    | Apostrophe (')                                                 | 10         | —          | —          | 6          | —          | —          | —          | Or (US)        |
| 1974             | juillet   | 019    | Roxy & Elsewhere                                               | 27         | —          | —          | 14         | —          | —          | —          |                |
| 1975             | juin      | 020    | One Size Fits All                                              | 26         | —          | —          | 5          | —          | —          | —          |                |
| 1975             | octobre   | 021    | Bongo Fury                                                     | 66         | —          | —          | 11         | —          | —          | —          |                |
| 1976             | octobre   | 022    | Zoot Allures                                                   | 61         | —          | —          | 16         | 17         | —          | —          | Argent (UK)    |
| 1978             | mars      | 023    | Zappa in New York                                              | 57         | 55         | —          | 6          | 24         | —          | —          |                |
| 1978             | septembre | 024    | Studio Tan                                                     | 147        | —          | —          | —          | 30         | —          | —          |                |
| 1979             | janvier   | 025    | Sleep Dirt                                                     | 175        | —          | —          | 16         | 19         | —          | —          |                |
| 1979             | mars      | 026    | Sheik Yerbouti                                                 | 21         | 32         | —          | 5          | 4          | —          | 6          | Or (CAN)       |
| 1979             | mai       | 027    | Orchestral Favorites                                           | 168        | —          | —          | —          | —          | —          | —          |                |
| 1979             | septembre | 028    | Joe's Garage Act I                                             | 27         | 62         | —          | 1          | 2          | —          | 8          | Or (CAN)       |
| 1979             | novembre  | 029    | Joe's Garage Acts II & III                                     | 53         | 75         | —          | 3          | 4          | —          | 9          |                |
| 1981             | mai       | 030    | Tinseltown Rebellion                                           | 66         | 55         | —          | 13         | 8          | —          | 9          |                |
| 1981             | mai       | 031    | Shut Up 'n Play Yer Guitar                                     | —          | —          | —          | —          | —          | —          | —          |                |
| 1981             | mai       | 032    | Shut Up 'n Play Yer Guitar Some More                           | —          | —          | —          | —          | —          | —          | —          |                |
| 1981             | mai       | 033    | Return of the Son of Shut Up 'n Play Yer Guitar                | —          | —          | —          | —          | —          | —          | —          |                |
| 1981             | septembre | 034    | You Are What You Is                                            | 93         | 51         | —          | 12         | 22         | —          | —          |                |
| 1982             | mai       | 035    | Ship Arriving Too Late to Save a Drowning Witch                | 23         | 61         | —          | 20         | 26         | —          | —          |                |
| 1983             | mars      | 036    | The Man from Utopia                                            | 153        | 87         | —          | —          | 23         | —          | —          |                |
| 1983             | mars      | 037    | Baby Snakes                                                    | —          | —          | 67         | —          | —          | —          | —          |                |
| 1983             | juin      | 038    | London Symphony Orchestra, Vol. 1                              | —          | —          | —          | —          | —          | —          | —          |                |
| 1984             | août      | 039    | Boulez Conducts Zappa: The Perfect Stranger                    | —          | —          | —          | —          | —          | —          | —          |                |
| 1984             | octobre   | 040    | Them or Us                                                     | —          | 53         | —          | —          | 22         | —          | —          |                |
| 1984             | novembre  | 041    | Thing-Fish                                                     | —          | —          | —          | —          | —          | —          | —          |                |
| 1984             | novembre  | 042    | Francesco Zappa                                                | —          | —          | —          | —          | —          | —          | —          |                |
| 1984             | novembre  | 043    | The Old Masters, Box I                                         | —          | —          | —          | —          | —          | —          | —          |                |
| 1985             | novembre  | 044    | Frank Zappa Meets the Mothers of Prevention                    | 153        | —          | —          | —          | —          | —          | —          |                |
| 1986             | janvier   | 045    | Does Humor Belong in Music?                                    | —          | —          | —          | —          | —          | —          | —          |                |
| 1986             | novembre  | 046    | The Old Masters, Box II                                        | —          | —          | —          | —          | —          | —          | —          |                |
| 1986             | novembre  | 047    | Jazz from Hell                                                 | —          | —          | —          | —          | —          | —          | —          |                |
| 1987             | septembre | 048    | London Symphony Orchestra, Vol. 2                              | —          | —          | —          | —          | —          | —          | —          |                |
| 1987             | décembre  | 049    | The Old Masters, Box III                                       | —          | —          | —          | —          | —          | —          | —          |                |
| 1988             | avril     | 050    | Guitar                                                         | —          | 82         | —          | —          | —          | —          | 25         |                |
| 1988             | mai       | 051    | You Can't Do That on Stage Anymore, Vol. 1                     | —          | —          | —          | —          | —          | —          | —          |                |
| 1988             | octobre   | 052    | You Can't Do That on Stage Anymore, Vol. 2                     | —          | —          | —          | —          | —          | —          | —          |                |
| 1988             | octobre   | 053    | Broadway the Hard Way                                          | —          | —          | —          | —          | —          | —          | —          |                |
| 1989             | novembre  | 054    | You Can't Do That on Stage Anymore, Vol. 3                     | —          | —          | —          | —          | —          | —          | —          |                |
| 1991             | avril     | 055    | The Best Band You Never Heard in Your Life                     | —          | —          | —          | —          | —          | 30         | —          |                |
| 1991             | juin      | 056    | You Can't Do That on Stage Anymore, Vol. 4                     | —          | —          | —          | —          | —          | —          | —          |                |
| 1991             | juin      | 057    | Make a Jazz Noise Here                                         | —          | —          | —          | —          | —          | —          | —          |                |
| 1992             | juillet   | 058    | You Can't Do That on Stage Anymore, Vol. 5                     | —          | —          | —          | —          | —          | —          | —          |                |
| 1992             | juillet   | 059    | You Can't Do That on Stage Anymore, Vol. 6                     | —          | —          | —          | —          | —          | —          | —          |                |
| 1992             | novembre  | 060    | Playground Psychotics                                          | —          | —          | —          | —          | —          | —          | —          |                |
| 1993             | mars      | 061    | Ahead of Their Time                                            | —          | —          | —          | —          | —          | —          | —          |                |
| 1993             | octobre   | 062    | The Yellow Shark                                               | —          | —          | 61         | —          | —          | —          | 30         |                |
| Albums posthumes |           |        |                                                                |            |            |            |            |            |            |            |                |
| 1994             | décembre  | 063    | Civilization, Phaze III                                        | —          | —          | 87         | —          | —          | —          | —          |                |
| 1996             | février   | 064    | The Lost Episodes                                              | —          | —          | —          | —          | 54         | —          | —          |                |
| 1996             | septembre | 065    | Läther                                                         | —          | —          | —          | —          | 50         | —          | —          |                |
| 1996             | octobre   | 066    | Frank Zappa Plays the Music of Frank Zappa: A Memorial Tribute | —          | —          | —          | —          | —          | —          | —          |                |
| 1997             | mai       | 067    | Have I Offended Someone?                                       | —          | —          | —          | —          | —          | —          | —          |                |
| 1998             | septembre | 068    | Mystery Disc                                                   | —          | —          | —          | —          | —          | —          | —          |                |
| 1999             | décembre  | 069    | Everything Is Healing Nicely                                   | —          | —          | —          | —          | —          | —          | —          |                |
| 2002             | août      | 070    | FZ:OZ                                                          | —          | —          | —          | —          | —          | —          | —          |                |
| 2003             | février   | 071    | Halloween                                                      | —          | —          | —          | —          | —          | —          | —          |                |
| 2004             | mai       | 072    | Joe's Corsage                                                  | —          | —          | —          | —          | —          | —          | —          |                |
| 2004             | octobre   | 073    | Joe's Domage                                                   | —          | —          | —          | —          | —          | —          | —          |                |
| 2004             | septembre | 074    | QuAUDIOPHILIAc                                                 | —          | —          | —          | —          | —          | —          | —          |                |
| 2005             | décembre  | 075    | Joe's XMASage                                                  | —          | —          | —          | —          | —          | —          | —          |                |
| 2006             | janvier   | 076    | Imaginary Diseases                                             | —          | —          | —          | —          | —          | —          | —          |                |
| 2006             | décembre  | 077    | The MOFO Project/Object (4 CD)                                 | —          | —          | —          | —          | —          | —          | —          |                |
| 2006             | décembre  | 078    | The MOFO Project/Object (2 CD)                                 | —          | —          | —          | —          | —          | —          | —          |                |
| 2006             | octobre   | 079    | Trance-Fusion                                                  | —          | —          | —          | —          | —          | —          | —          |                |
| 2007             | avril     | 080    | Buffalo                                                        | —          | —          | —          | —          | —          | —          | —          |                |
| 2007             | août      | 081    | The Dub Room Special!                                          | —          | —          | —          | —          | —          | —          | —          |                |
| 2007             | octobre   | 082    | Wazoo                                                          | —          | —          | —          | —          | —          | —          | —          |                |
| 2008             | juin      | 083    | One Shot Deal                                                  | —          | —          | —          | —          | —          | —          | —          |                |
| 2008             | septembre | 084    | Joe's Menage                                                   | —          | —          | —          | —          | —          | —          | —          |                |
| 2009             | janvier   | 085    | Lumpy Money                                                    | —          | —          | —          | —          | —          | —          | —          |                |
| 2009             | décembre  | 086    | Philly '76                                                     | —          | —          | —          | —          | —          | —          | —          |                |
| 2010             | avril     | 087    | Greasy Love Songs                                              | —          | —          | —          | —          | —          | —          | —          |                |
| 2010             | septembre | 088    | Congress Shall Make No Law...                                  | —          | —          | —          | —          | —          | —          | —          |                |
| 2010             | novembre  | 089    | Hammersmith Odeon                                              | —          | —          | —          | —          | —          | —          | —          |                |
| 2011             | septembre | 090    | Feeding the Monkies at Ma Maison                               | —          | —          | —          | —          | —          | —          | —          |                |
| 2011             | octobre   | 091    | Carnegie Hall                                                  | —          | —          | —          | —          | —          | —          | —          |                |
| 2012             | octobre   | 092    | Road Tapes, Venue #1                                           | —          | —          | —          | —          | —          | —          | —          |                |
| 2012             | octobre   | 093    | Understanding America                                          | —          | —          | —          | —          | —          | —          | —          |                |
| 2012             | décembre  | 094    | Finer Moments                                                  | —          | —          | —          | —          | —          | —          | —          |                |
| 2012             | décembre  | 095    | Baby Snakes: The Compleat Soundtrack                           | —          | —          | —          | —          | —          | —          | —          |                |
| 2013             | octobre   | 096    | Road Tapes, Venue #2                                           | —          | —          | —          | —          | —          | —          | —          |                |
| 2013             | novembre  | 097    | A Token of His Extreme                                         | —          | —          | —          | —          | —          | —          | —          |                |
| 2014             | janvier   | 098    | Joe's Camouflage                                               | —          | —          | —          | —          | —          | —          | —          |                |
| 2014             | mars      | 099    | Roxy by Proxy                                                  | —          | —          | —          | —          | —          | —          | —          |                |
| 2015             | juin      | 100    | Dance Me This                                                  | —          | —          | —          | —          | —          | —          | —          |                |
| 2016             | novembre  | 107    | Meat Light                                                     | —          | —          | —          | —          | —          | —          | —          |                |